# نيجلرية دجاجية
نيجلرية دجاجية (باللاتينية: Naegleria fowleri) هي جنس من الطفيليات من مملكة لجفاوات من شعبة بيركولوزوا من الطلائعيات وتعيش حرة كما تعيش في المياه الدافئة والعذبة مثل الأنهار والبرك الساخنة والبحيرات، كما توجد في التربة بالقرب من تصريف المياه الدافئة في المنشآت الصناعية والمسابح الغير مكلورة (معالجة بالكلور).
تملك مرحلة أميبية ومرحلة سوطية في دورة حياتها، ونيجلرية دجاجية تخترق وتهاجم الدماغ والجهاز العصبي المركزي ويسبب مرض إلتهاب السحايا الأميبي الأولي (PAM)، وهذا المرض نادر جداً ويسبب الوفاة للمصاب ومعدل إماتة الحالة 95%.

## دورة الحياة
تتواجد نيجلرية دجاجية بثلاثة أشكال هي: كيسة، أتروفة، سوطيات، أما في الإنسان لا يوجد بشكله كيسة لكن يوجد بأشكاله الأخرى وبالأغلب أتروفة.

### مرحلة كيسة

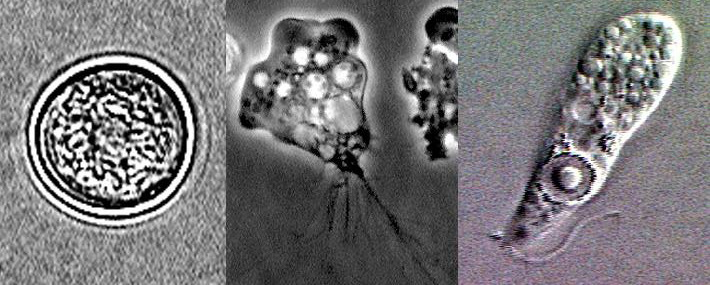
أشكال نيجلرية دجاجية. من اليسار (كيسة، أتروفة، سوطيات)

هذه المرحلة تتكون عندما يصبح الكائن في ظروف غير طبيعية مثل الجفاف ونقص الغذاء وانخفاض درجات الحرارة ووجود أعداد كبيرة منه.

### مرحلة الأتروفة
هي مرحلة التكاثر للكائن، على درجة حرارة أعلى من 25 °C، ويكون النمو سريعاً عند 44 °C، وطريقة التكاثر لاجنسي بالانقسام الثنائي. وتتميز الأوتروفة بنواتها والهالة المحيطة بها.وتنتقل بالأقدام الكاذبة، وتتغذى على البكتيريا وهي في خارج العائل، لكن داخل الإنسان أو العائل تتغذى على خلايا الدم الحمراء وخلايا الدم البيضاء عن طريقة عملية البلعمة.

### مرحلة السوطية
تتكون النيجلرية إلى هذا الشكل بعد تحولها من الأتروفة ويحدث ذلك عند التغير في التركيز الأيوني، مثل وضع الكائن بماء مقطر لعدة ساعات.

## الأمراض

### التاريخ
الطبيبين م.فاولر وكارتر أول من وصف المرض البشري الناجم عن النيجلرية الدجاجية في أستراليا سنة 1965. عمل الطبيبان على الشكل السوطي لتقديم مثال على إمكانية عيش الأوليات بفاعلية بكل من البيئة والإنسان، وتم تأكيد أكثر من 144 حاله في مختلف بلدان العالم في عام 1966. ووصف فاولر العدوى الناجمة عن النيجلرية دجاجية بإلتهاب السحايا الأميبي الأولي (PAM) في الجهاز العصبي المركزي. أول حالة موثقة للمرض تعود للعام 1909 في بريطانيا.

### الأعراض
ظهور أعراض العدوى يمكن أن تبدأ من اليوم الأول حتى سبعة أيام بعد العدوى. وتشمل الأعراض الأولية على تغيرات في الطعم والرائحة والصداع والحمى والغثيان والتقيؤ وتصلب الرقبة.
الأعراض الثانوية تشمل الهلوسة والارتباك وعدم الاهتمام والارتباك والترنح وعدم الاهتمام. ويتطور المرض بسرعة خلال 3-7 أيام، مع حدوث الوفاة عادة من 7-14 يوم وقد يستغرق وقت أطول. في عام 2013 توفي رجل في تايوان بعد إصابته بالنيجلرية الدجاجية لمدة 25 يوم.